# Rohov
Rohov (niem. Rohow) – wieś w Czechach, w kraju morawsko-śląskim, w okresie Opawa. Według danych z dnia 1 stycznia 2010 liczyła 629 mieszkańców.
Pierwsza wzmianka pisemna o wsi pochodzi w 1349, kiedy to należała do księstwa raciborsko-opawskiego. W 1377 podzielono to księstwo, a Rogaw (zapis z nietypowym już dla ówczesnego języka litery g w miejscu późniejszego h) należał do 1742 do księstwa karniowskiego. Miejscowość leży w tzw. ziemi hulczyńskiej, po wojnach śląskich należącej do Królestwa Prus (w powiecie raciborskim), w 1920 przyłączonym (wbrew woli mieszkańców, Morawców) do Czechosłowacji. Należy do parafii w Sudicach.